# Scrobigera milioniata
Scrobigera milioniata là một loài bướm đêm trong họ Noctuidae.